# Loaded Deck
Loaded Deck är Ace Frehleys andra samlingsalbum utgivet 1997. 
Två nya låtar hittar man på plattan. "One Plus One" och "Give It To Me Anyway". One Plus One var inspelad för första skivan men kom aldrig med. Give It To Me Anyway är en låt Richie Scarlet sjunger som skrevs runt 1984-1986. Den var nära att komma med på Trouble Walkin'. På Give It To Me Anyway är Peter Criss och Sebastian Bach gästmusiker. 
Låtarna nummer 6 till 9 är liveupptagningar från London 1988.

## Låtlista
1. One Plus One - (Anton Fig/Phil Gladston) - (3.23)
2. Give It To Me Anyway - (Ace Frehley/Arthur Stead/Richie Scarlet) - (4.16)
3. Do Ya - (Jeff Lynne) - (3.48)
4. It's Over Now - (Tod Howarth - (4.39)
5. Shoot Full Of Rock - (Scarlet/Frehley) - (4.46)
6. Stranger In A Strange Land - (Frehley) - (4.29) (LIVE)
7. Separate - (Frehley/John Regan) - (4.56) (LIVE)
8. New York Groove - (Russ Ballard) - (4.48) (LIVE)
9. Rock Soldiers - (Frehley/Chip Taylor) - (7.11) (LIVE)
10. Remember Me - (Carter Cathart/Frehley) - (4.55) (LIVE)
11. Fractured Too - (Frehley/Regan) - (4.09)
12. Fractured III - (Frehley/Regan) - (6.40)